# Донской (Липецкая область)
Донской — посёлок Краснинского района Липецкой области. Входит в состав Яблоновского сельсовета.

## История
В 1960 г. указом Президиума Верховного Совета РСФСР посёлок «От тьмы к свету» переименован в Донской.

## Население
| 2010 |
| ---- |
| 3    |